# Vera van Pol
Vera van Pol (Weert, 17 december 1993) is een Nederlands turnster.

## Biografie
Van Pol begon in 1997 met turnen. 
In 2006 kwam zij voor het eerst uit in de ere-divisie. 
Sinds 2013 zit van Pol in de nationale turn-selectie.
In 2016 nam zij deel aan de Olympische Zomerspelen in Rio de Janeiro op de meerkamp. Op dit onderdeel was zij in 2013 en 2015 reeds nationaal kampioen.